# Херман от Вердюн
Херман от Вердюн или Херман от Енаме (на немски: Hermann von Verdun, Hermann von Eenham; * ок. 965, Вердюн; † 28 май 1029, Нормандия) е маркграф на Енаме, граф на Вердюн и от 1017 г. граф в Айфелгау и Вестфалия (Щевергау и Боркен). Херман е родоначалник на графовете на Калвелаге и на произлизащите от тях графове на Равенсберг.

## Живот
Той е третият син на Готфрид I Пленник, граф на Вердюн, от род Вигерихиди, и на Матилда Саксонска от род Билунги.
След смъртта на баща му (след 995 г.) Херман получава земите на фамилията в Брабант и най-вече маркграфство Енаме до Ауденарде. След смъртта на брат му Фридрих през 1022 г. той получава графство Вердюн.
Херман се жени за Матилда фон Даксбург († 995) и има с нея пет деца. Малко преди да умре Херман се оттегля в манастира Saint-Vanne във Вердюн, където са погребани той и съпругата му Матилда.

## Деца
- Херман I († 1082), от 1115 г. граф на Калвелаге
- Бертилда († малка)
- Грегор, архидякон в Лиеж
- Готфрид, 1030/1060 граф във Вестфалия, неговите наследници са графовете на Капенберг, между тях Свети Готфрид фон Капенберг († 1127)
- Матилда († сл. 1039); ∞ 1015 Регинар V, граф на Хенегау, † сл. 1039